# Numa Perrier
Numa Perrier là một nữ diễn viên, đạo diễn, nhà văn, nhà sản xuất và nghệ sĩ thị giác người Mỹ gốc Haiti. Cô là người đồng sáng lập của Black&Sexy TV. Bộ phim đầu tay của cô, Jezebel, được công chiếu tại SXSW năm 2019.

## Tuổi thơ
Perrier được sinh ra ở Haiti vào ngày 14 tháng 12 năm 1984    được nhận nuôi và lớn lên ở tiểu bang Washington trong một gia đình có tám người con. Cô đã biết mẹ đẻ của cô khi cô mới 17. Perrier chuyển đến Las Vegas vào cuối năm thanh niên và đã làm công việc quan hệ tình dục trực tuyến như một cô gái cam để kiếm tiền. Tiền tiết kiệm của cô cho phép cô chuyển đến Los Angeles để theo đuổi sự nghiệp nghệ thuật thị giác.

## Sự nghiệp
Perrier đồng sáng lập Black&Sexy TV, một mạng lưới nhiều chương trình được tạo ra cho khán giả Mỹ da đen, với đối tác lãng mạn cũ Dennis Hoà, năm 2008  Sản phẩm đầu tiên của họ là một bộ phim có tên A Good Day to Be Black and Sexy, được công chiếu tại Sundance và được chọn bởi Magnolia Pictures. Bắt đầu từ năm 2011, họ đã sử dụng YouTube để đăng nội dung của mình. Các chương trình đáng chú ý bao gồm The Couple, The Number, Hello Cupid và RoomieLoverFriends.
Perrier đạo diễn bộ phim đầu tay của cô Jezebel, với sự tham gia của Tiffany Tenille, ở Las Vegas vào năm 2017. Bộ phim là tự truyện và rút kinh nghiệm của cô là một người bán dâm trực tuyến; Perrier cũng đóng vai trò hỗ trợ trong phim. Jezebel được công chiếu tại SXSW vào tháng 3 năm 2019. Bộ phim đã nhận được những đánh giá tích cực. THR đã chọn Jezebel là một trong những lựa chọn "Tốt nhất của SXSW 2019".
Perrier đóng vai trò hỗ trợ cho SMILF của HBO trước khi bị hủy. Cô cũng từng đạo diễn một tập phim Queen Sugar mùa thứ tư, ra mắt vào mùa hè năm 2019.
Cô có một công ty sản xuất tên là House of Numa.

## Cuộc sống cá nhân
Perrier có một cô con gái, Rockwelle, với Dennis Hoà. và Perrier chia tay giữa năm 2016 và 2017.